# Lac Larson

Carte topographique du Puncak Jaya avec le lac Larson au nord-est

Le lac Larson est un lac situé au nord-est du Puncak Jaya sur l'île de Nouvelle-Guinée en Indonésie.